# (18787) Kathermann
(18787) Kathermann (1999 JV53) – planetoida z pasa głównego asteroid okrążająca Słońce w ciągu 3,78 lat w średniej odległości 2,42 j.a. Odkryta 10 maja 1999 roku.